# Али Хоџалар
Али Хоџалар (Микрокамбос) је насељено место у општини Кукуш у периферији Средишња Македонија, Грчка. Према попису из 2021. године било је 529 становника.
Према бугарском географу и историчару, Василу Канчову, у Али Хоџалару је 1900. године живело 320 Словена хришћана. Током Другог балканског рата село је страдало од грчке војске а већина становништва је протерана (16 породица у околини Струмице и 71 у Бугарској). Године 1924. преостало словенско становништво је принудно исељено у Бугарску а на њихово место су насељене грчке избегличке породице. На попису из 1928. године Али Хоџалар је имао 672 становника.